# Noia

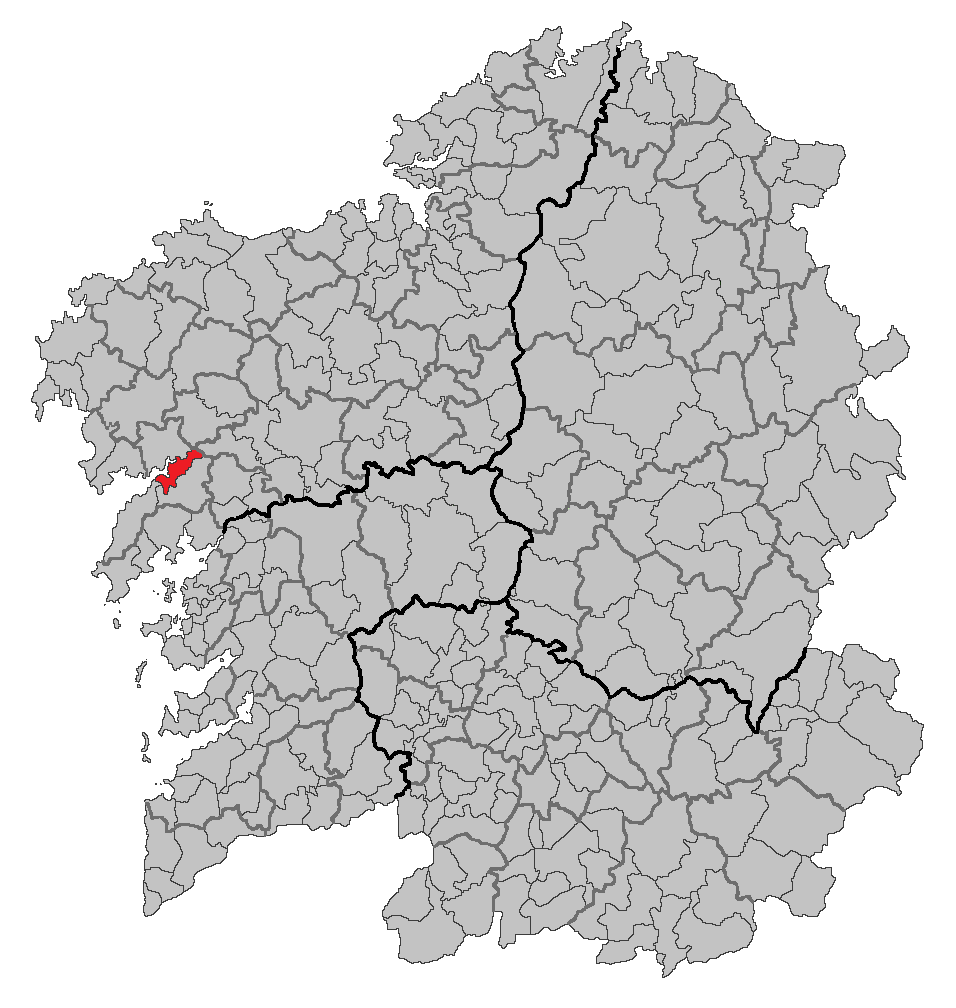
Localização de Noia

Noia (em castelhano; Noya) é um município da Espanha na província 
da Corunha, 
comunidade autónoma da Galiza, de área 37,2 km² com 
população de 14808 habitantes (2007) e densidade populacional de 388,02 hab/km².

## Demografia
| Variação demográfica do município entre 1991 e 2004 | Variação demográfica do município entre 1991 e 2004 | Variação demográfica do município entre 1991 e 2004 | Variação demográfica do município entre 1991 e 2004 |
| --------------------------------------------------- | --------------------------------------------------- | --------------------------------------------------- | --------------------------------------------------- |
| 1991                                                | 1996                                                | 2001                                                | 2004                                                |
| 14893                                               | 14422                                               | 14217                                               | 14481                                               |